# Jean Delannoy

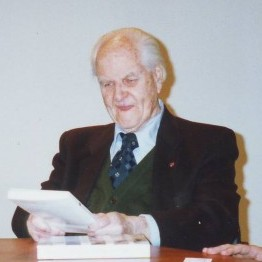
Jean Delannoy in den 2000er Jahren

Jean Delannoy (* 12. Januar 1908 in Noisy-le-Sec; † 18. Juni 2008 in Guainville) war ein französischer Filmregisseur und Drehbuchautor.

## Leben und Werk
Delannoys Eltern stammten aus der Haute-Normandie. Er selbst wurde in dem Pariser Vorort Noisy-le-Sec geboren und war der Nachfahre von Hugenotten, die De la Noye und später Delano hießen.
Während seiner Studienzeit in Paris begann Delannoy damit, in Stummfilmen wie beispielsweise Die große Leidenschaft (1928) mitzuspielen. Er arbeitete schließlich für Paramount, wo er sich zum Filmeditor hocharbeitete. 1934 bildete seine erste Regiearbeit, der Kurzfilm Une vocation irrésistible, den Grundstein für die zweite Phase seiner Karriere, in der er auch als Drehbuchautor tätig war. 1946 wurde sein Film Und es ward Licht als einer von elf Filmen in Cannes mit dem Grand Prix ausgezeichnet. 1960 erhielt Kommissar Maigret stellt eine Falle eine Nominierung für den British Film Academy Award.
Zu seinen ersten großen Erfolgen gehörten Der Oberst des Kaisers (1942) und Der ewige Bann (1943). Nach Filmen wie Und es ward Licht (1946), Das Spiel ist aus (1947; nach Sartre) und Kommissar Maigret stellt eine Falle (1958) folgten intellektuell anspruchsvolle Filme, bis er sich 1976 dem Fernsehen zuwandte. Danach folgte eine Reihe von Filmen, die das Leben von Heiligen schilderten:  Bernadette – Das Wunder von Lourdes (1988), La Passion de Bernadette (1990) und Maria von Nazareth (1995).
1986 erhielt Jean Delannoy einen Ehrencésar für sein Lebenswerk.

## Filmografie
- 1939: Die Spielhölle von Macao (Macao, l’enfer du jeu)
- 1941: Im Fieber der Liebe (Fièvres)
- 1942: Der Oberst des Kaisers (Pontcarral, colonel de l’empire)
- 1943: Der ewige Bann (L’éternel retour)
- 1944: Ritter der Nacht (Le bossu)
- 1945: Schatten über ein Frauenherz (Le part de l’ombre) (auch Drehbuch)
- 1946: Und es ward Licht (La symphonie pastorale) (auch Drehbuch)
- 1947: Das Spiel ist aus (Les jeux sont faits) (auch Drehbuch)
- 1948: Treffpunkt Rio (Aux yeux du souvenir) (auch Drehbuch)
- 1949: Das Geheimnis von Mayerling (Le secret de Mayerling) (auch Drehbuch)
- 1950: Gott braucht Menschen (Dieu a besoin des hommes)
- 1951: Hafengasse 5 (Le garçon sauvage)
- 1952: Geständnis einer Nacht (La minute de vérité) (auch Drehbuch)
- 1954: Liebe, Frauen und Soldaten (Destinées) (eine Episode)
- 1954: Dürfen Frauen so sein? (Secrets d’alcôve) (auch Drehbuch)
- 1954: Menschen am Trapez (Obsession)
- 1955: Wie verlorene Hunde (Chiens perdus sans collier) (auch Drehbuch)
- 1956: Der Liebesroman einer Königin (Marie Antoinette reine de France) (auch Drehbuch)
- 1956: Der Glöckner von Notre Dame (Notre-Dame de Paris)
- 1958: Kommissar Maigret stellt eine Falle (Maigret tend un piège)
- 1959: Die Schenke der Verlockung (Ginguette)
- 1959: Maigret kennt kein Erbarmen (Maigret et l’affaire Saint-Fiacre) (auch Drehbuch)
- 1960: Ein Herr ohne Kleingeld (Le baron de l'écluse) (auch Drehbuch)
- 1960: Die Französin und die Liebe, Episode: L'adolescence
- 1961: Hinter fremden Fenstern (Le rendez-vous) (auch Drehbuch)
- 1961: Die Prinzessin von Cleve (La princesse de Clèves) (auch Drehbuch)
- 1962: Kaiserliche Venus (Venere imperiale) (auch Drehbuch)
- 1964: Heimliche Freundschaften (Les amitiés particulières)
- 1965: Sie werden lästig, mein Herr (Le majordome)
- 1966: Nur eine Nacht, Chéri (Les sultans) (auch Drehbuch)
- 1967: Action Man (Le soleil des voyous) (auch Drehbuch)
- 1970: Der Mann mit der Torpedohaut (La peau de torpédo) (auch Drehbuch)
- 1972: Nur eine Frage der Zeit (Pas folle la guêpe)
- 1976: Könige sterben einsam (Le jeune homme et le lion) (TV-Vierteiler)
- 1981: Bruder Martin (Frère Martin) (auch Drehbuch)
- 1987: Indras Rache (Tout est dans la fin) (auch Drehbuch)
- 1988: Bernadette – Das Wunder von Lourdes (auch Drehbuch)
- 1990: La Passion de Bernadette (auch Drehbuch)
- 1990: Codename: Gorilla (Le gorille compte ses abbatis)
- 1995: Maria von Nazaret (Marie de Nazareth)

## Auszeichnungen
- 1946: Grand Prix der Internationalen Filmfestspiele von Cannes für Und es ward Licht (La symphonie pastorale)
- 1986: Ehren-César für sein Lebenswerk